# Tempirai Timur
Tempirai Timur is een bestuurslaag in het regentschap Muara Enim van de provincie Zuid-Sumatra, Indonesië. Tempirai Timur telt 1460 inwoners (volkstelling 2010).